# Delta Radio
Delta Radio was in de jaren 1983-1989 een radiopiraat in Nijmegen.

## Formule
De formule bestond uit het draaien van hits en gouwe ouwen in rechtstreekse radio-uitzendingen. De slogans van Delta Radio luidden:
- Muziek zonder flauwekul
- De grootste van het oosten
- De hits van 12 hoog
- Nr.1 van Gelderland

## Geschiedenis
De uitzendingen van Delta 90 kwamen in het begin vanaf een flat (12 hoog) in Zwanenveld in Dukenburg. Gedurende haar geschiedenis werd de zender ontelbare keren uit de lucht gehaald. Uiteindelijk werd het in 1989 definitief onmogelijk om door te gaan, omdat justitie toen ook de adverteerders ging aanpakken. Delta 90 stopte uiteindelijk noodgedwongen haar uitzendingen op zondag 15 oktober 1989. In 2014 keert Delta radio 90 terug op internet.

## Bekende presentatoren
Bekende presentatoren waren:
- Jeanne Kooijmans, alias Jojo
- Thorvald de Geus
- Dave Donkervoort (David Rouw)
- Freek Mulder (Freek van der Maas) (22 september 1964 - 3 april 2020)[2]
- Marc van de Ven (Marco Nillesen)